# Хронология истории Эдинбурга
Статья описывает историю Эдинбурга от постройки крепости Din Eidyn (крепости Эйдина) в древнем королевстве Гододин и до его развития как столицы Шотландии.

## Первое тысячелетие
В Энциклопедическом словаре Брокгауза и Ефрона указано Эдинбург ранее древнеримская военная стоянка в Британии — Алата-Кастра (Alata-castra).
Конец I века — найдены римские броши и глиняная посуда, датированная этим периодом
II век — построены римские крепости на территории Кремонда и Инвереска (Adam Mansfeldt de Cardonnel. Description of certain roman Ruins discovered at Inveresk» //«Archaeologica Scotica» II).
около 580 г. — принято считать эту дату началом военной кампании в Эдинбурге (крепости Эйдина), упомянутую в знаменитой валлийской поэме en:Y Gododdin. Большинство жителей южной Шотландии разговаривали на бриттском языке, родственном современному валлийскому. Согласно поэме, королём Дин-Эйдина тогда был Минидог Богатый.
около 638 г. — Контроль над крепостью перешёл к нортумбирийцам, лояльным королю Освальду.
731 г. — Эдинбург упомянут как часть Нортумбрии в Церковной истории народа англов, которую Беда Достопочтенный закончил в этом же году.
840—850-е гг — Кеннет Макальпин совершает набег на Лотиан, принадлежащий нортумберийцам, сжигает Данбар, и, возможно, Эдинбург.
около 960 г. — Индульф Агрессор присоединяет Эдинбург к своим владениям.

## XI век
1020 г. — Малькольм II окончательно присоединяет Эдинбург к Шотландии.
1074 г. — утрата Эдинбургом первоначального значения как крепости и начало его развития как города.
1093 г. Маргарита Шотландская умирает в Эдинбургском замке. Часовня, названная в её честь, скоро была построена на территории замка.

## XII век
1125 г. — Давид I переводит королевский двор в Эдинбургский замок
1128 г. — Давид I основывает Холирудское аббатство.
1162 г. — Эдинбург становится главным городом на территории Лотиана, находящейся в ведении судьи-шерифа.

## XIII век
1230 г — Александр II основывает большой Доминиканский Монастырь; также начинает работу больница.
1296 г. — Эдинбург перешёл к англичанам и был укреплен.

## XIV век
1314 г. — Эдинбургский замок захвачен Томасом Рэндольфом, первым графом Морея.
1328 г. — подписан Нортгемптонский договор, гарантирующий независимость Шотландии.
1330 г. — Замок уничтожен Давидом II
1341 г. — восстановление замка после военных действий с Англией
1360 г. — В Эдинбурге построено почти 4000 зданий, он фактически становится столицей Шотландии, замок, как королевская резиденция, укрепляется в камне.
1371 г. — Давид II неожиданно умирает в замке.
1385 г. — в результате английского вторжения, возглавляемого Джоном Гонтом, 1-м герцогом Ланкастера, Эдинбург был сожжен.
1387 г. — пять новых часовен добавлены к Сент-Джайлсу.
1400 г. — английская армия осадила Эдинбург.

## XV век
- 1437 год: Эдинбург стал столицей Шотландии.
- 1440 год: Уильям, 6-й граф Дуглас и его брат убиты Крайтонами во время обеда в Эдинбургском замке (т. н. «Чёрный обед»)
- 1450 год: построена стена вокруг Эдинбурга.
- 1457 год: «Монс Мег», пушка калибром 520 мм, принесена в дар Якову II и установлена в Эдинбургском замке.
- 1458 год: в Эдинбурге расположен один из трёх верховных судов страны.
- 1474—1475 годы: кожевники и ткачи решением городского совета объединены в гильдии.
- 1479 год: построена больница на Лит-Вайнд (современное название — улица Святой Мэри).
- 1482 год: Джеймс Стюарт, граф Атолл и Джеймс Стюарт, граф Бьюкен соглашаются «освободить» короля Якова III из заточения в Эдинбургском замке, передав его в руки герцогу Олбани.
- 1485 год: в городе появился нотариус и многоквартирные дома.
- 1500 год: таможенные доходы Эдинбурга составляют 60 % от общешотландских.

## XVI век
1503 г. — Яков IV женится на Маргарите Тюдор
1505 г. — основан Королевский Хирургический колледж
30 апреля 1520 г. — «Чистка мостовой», перестрелка между Джеймсом Гамильтоном, 1-м графом Арран, главой клана Гамильтонов и Арчибальдом Дугласом, 6-м графом Ангусом, главой клана Дугласов. Причиной конфликта стала борьба между кланами за контроль над Эдинбургом и влиянием на Якова V.
1523 г. — в городе насчитывается 14 ремесленных цехов.
1528 г. — Яков V освобождается от плена Арчибальда Дугласа, бежав из Эдинбурга, и берет власть в свои руки. Он собирает отряд шотландских дворян, вступает в столицу и осаждает графа Ангуса в родовом замке.
1532 г. — Холирудское аббатство становится Королевским дворцом; построен Сессионный суд
1534 г. — По обвинению в ереси сожжены горожане Дэвид Стреттон (за отказ платить церковную десятину) и Норман Горлэй (за утверждение, что Чистилища не существует).
1537 г. — Джейн Дуглас сожжена на костре
1542 г. — кардинал Битон избран главой Городского Совета
1544 г. — город сожжен в ходе англо-шотландского конфликта 1543—1550 годов.
1547 г. — англичане снова разрушают город
1558 г. — в городе вспыхивают беспорядки из-за судебного преследования протестантов французами; достроена Стена Флодден, предназначенная для защиты от английского вторжения после поражения Якова IV в Битве при Флоддене; население города около 12 тыс. человек, из них 367 торговцев и 400 ремесленников.
1559 г. — Джон Нокс становится священником в Сент-Джайлсе.
1560 г. — английские и французские войска покидают город в соответствии с Эдинбургским договором.
1565 г. — Мария Стюарт выходит замуж за Генриха Стюарта, лорда Дарнли
1566 г. — Мария оказывается в плену в Холирудском дворце; убийство Давида Риччо
1567 г. — лорд Дарнли убит в доме в Кёрк-о’Фильде при таинственных обстоятельствах; подозрение падает на Королеву и её любовника, Джеймса Хепберна, графа Ботвелла
1569 г. — вспышка чумы в Эдинбурге
1573 г. — войска графа Мортона захватывают Эдинбург, положив конец гражданской войне между «партией короля» и «партией королевы»
1581 г. — Джеймс Дуглас, 4-й граф Мортон, казнен за соучастие в убийстве лорда Дарнли
1582 г. — основан Эдинбургский университет — четвёртый университет в Шотландии
1591 г. — граф Ботвелл был обвинен в ворожбе против короля и заключен в тюрьму, но бежал в том же году.
1592 г. — Джеймс Стюарт, 2-й граф Морей, убит католиком Джорджем Гордоном, 1-м маркизом Хантли
1593 г. — граф Ботвелл проникает в Холирудский дворец и заставляет Якова VI дать обещание о его помиловании.
1594 г. — граф Ботвелл проваливается в своей попытке захватить город
1596 г. — Духовенство требует оружие, чтобы защищать короля от «папистов»

## XVII век
1602 г. — началась постройка Церкви францисканцев
1603 г. — Главное почтовое отделение Шотландии располагается в Эдинбурге; Уильям Мейн построил гольф-клуб для Короля.
1604 г. Лэрд Макгрегор и ещё 14 человек были казнены через повешенье за битву в Гленфруне между кланами Макгрегор и Когун.
1613 г. — Джон Максвелл, 9-й лорд Максвелл, повешен за убийство лэрда Джонстона.
1615 г. — казнь Патрика Стюарта, 2-го графа Оркнейского, после его попытки свержения короля
1617 г. — расширение Глэдстоун-Лэнд, шестиэтажного дома, построенного в 1550 г.
1618 г. — некоторые дома в Старом Городе насчитывают семь этажей; население ок. 25000, из них ок. 476 торговцев
1619 г. — Тайный Совет отдает распоряжение привести в порядок улицы; больницу переделывают в работный дом
1624 г. — эпидемия чумы
1632—1639 годы — построен Дом Парламента для Шотландского Парламента
1633 г. — шотландская коронация Карла I; утверждение акта о супрематии короля в вопросах религии.
1637 г. — восстания, вызванные выпуском новой Книги общих молитв; прошение Тайного Совета о смещении епископа
1641 г. — родился Роберт Сиббелд, королевский географ
1649 г. — Джордж Гордон казнен ковенантерами
1650 г. — повешен Джейс Грэм; Войска Оливера Кромвеля вошли в Эдибургский замок; ранние пожарные насосы сконструированы Джеймсом Когуном, один для Эдинбурга, один для Глазго; большая часть Холирудского дворца разрушена огнём.
1652 г. — между Эдинбургом и Лондоном пущен дилижанс; время нахождения в пути — 2 недели.
1653 г. — Генеральная ассамблея Церкви Шотландии распущена после завоевания страны Оливером Кромвелем.
1660 г. — Сословный комитет заменил незаседающий шотландский парламент
1661 г. — опубликована первая шотландская газета; Арчибальд Кэмпбелл казнен
1670 г. — проведен трубопровод из Комистон-Спрингс в Эдинбург.
1671 г. — родился Джон Ло, основатель Банка Франции
1675 г. — посажен лекарственный сад в Холируде
1677 г. — в городе открыта первая кофейня
1678 г. — первый регулярный дилижанс в Глазго
1681 г. — основан Королевский Медицинский Колледж (Royal College of Physicians)
1682 г. — основана Адвокатская библиотека, предшественница Национальной библиотеки Шотландии
1694 г. — в городе насчитывается 200 юристов, 24 хирурга и 33 врача.
1697 г. — в последний раз в Великобритании сожгли за богохульство человека. Им стал Томас Эйкенхед.
1700 г. — пожар охватил новые здания, построенные из камня; численность города — 60 тыс. человек.

## XVIII век
1702 г. — Адвокатская библиотека переехала из Факультета Адвокатов в Дом Парламента
1707 г. — Акт об Унии
1711 г. — родился Дэвид Юм
1715 г. — Якобиты потерпели неудачу в захвате замка
1718 г. — начало издания газеты Edinburgh Evening Courant
1729 г. — основана Королевская больница Эдинбурга
1733 г. — родился Александр Манро, исследователь лимфатической и нервной систем.
1735 г. — на Брастфилде открыто поле для гольфа;
1736 г. — город сотрясают беспорядки
1737 г. — лорд-провост смещен с должности
1738 г. — Эдинбург описан как «главный медицинский центр мира»; Колледж им. Джорджа Уотсона открыт.
1739 г. — первая публикация The Scots Magazine
1740 г. — в городе четыре типографии; родился Джеймс Босуэлл
1745 г. — Карл Эдуард Стюарт взял Эдинбург без боя.
1747 г. — открыт театр в тупике Плейхауз в районе Кэнонгейт.
1750 г. — открыта тросовая мастерская
1751 г. — проверка выявляет обветшание зданий в Старом Городе
1760 г. — открыта первая школа для глухих детей.
1761 г. — сформировано Брантсфилдское общество игроков в гольф
1763—1772 годы — строительство Северного моста
1766 г. — Соревнование на лучший проект Нового города выиграл Джеймс Крейг.
1767 г. — началось строительство Нового города.
1771 г. — родился сэр Вальтер Скотт
1775 г. — издан справочник борделей и проституток; население города около 57 000 чел.
1777 г. — 8 законных и 400 незаконных ликеро-водочных заводов в городе.
1785—1786 годы — построен каменный мост в Стокбридже
1786—1788 годы — построен Южный Мост
1788 г. — Уильям Броуди казнен как главарь банды грабителей
1792 г. — Общество «Друзья народа» провело первое собрание, на котором Томас Мюр был ключевой фигурой.
1793 г. — Томас Мюр, радикальный реформатор, арестован и осужден на 14 лет колонии в Австралии за разжигание недовольства среди рабочих.
1794 г. — Роберт Уотт, бывший шпион, арестован и осужден на смертную казнь за участие в «Заговоре Пик»
около 1800 г. — Национальный музей Антиквариата открыт.

## XIX век
1802 г. — первое издание Эдинбургского обозрения
1802—1806 годы — построен главный офис Банка Шотландии
1803 г. — в гостинице «Белый Олень» останавливается Дороти Вордсворт.
1817 г. — в город поставляется коксовый газ;
1818 г. — основана обсерватория на Кэлтон-Хилл
1820 г. — протесты из-за обращения Георга IV со своей женой, королевой Каролиной
1822 г. — Король Георг IV посещает Эдинбург и носит килт
1823 г. — Вальтером Скоттом основан Клуб Беннетайна, названный в честь Джорджа Беннетайна, знаменитого коллекционера редких шотландских стихотворений. Клуб был создан с целью печатать редкие произведения на тему Шотландии — просто художественные, исторические или поэзию.
1824 г. — большой пожар, пострадало много зданий.
1826 г. — основана Королевская шотландская академия
1828 г. — первое убийство Бёрка и Хэра
1829 г. — Бёрк повешен
1831 г. — открыта первая железная дорога в Эдинбурге
1829—1832 годы — мост Георга IV построен
1832 г. — вспышка холеры охватывает город;
1833 г. — город на грани разорения; Эдинбург должен денег докам Лейта
1835 г. — закончено строительство Нового Города; Старый Город превратился в трущобы
1841—1851 годы построена больница Дональдсона для глухих
1842 г. — железная дорога Эдинбург-Глазго открыта для общественности
1843 г. — раскол в шотландской церкви; создание Свободной Церкви Шотландии, просуществовавшей до 1900 г.
1844—1846 годы — построен Монумент Скотта
1847 г. — родился Александр Грэхем Белл; половина населения Эдинбурга посетила похороны Томаса Чалмерса, главы Свободной Церкви Шотландии, математика и политэконома
1850 г. — заложен фундамент Национальной галереи Шотландии
1860 г. — Банк Шотландии насчитывает 43 отделения
1861 г. — построен Индустриальный музей (сейчас Национальный музей Шотландии)
1865 г. — доклад о городской санитарии показал ухудшения
1867 г. — первая встреча суфражисток Шотландии
1869 г. — София Джекс-Блейк становится первой женщиной, учащейся на врача
1870 г. — открыт Колледж Феттс
1870—1879 годы — новое здание Королевской Больницы
1883 г. — Кельтская кафедра основана в университете
1889 г. — в городе произошло землетрясение
1890 г. — открыта первая публичная библиотека
1892 г. — компания «Маквитиз» изобретает печенье-диджестив
1900 г. — родился Аластер Сим, характерный шотландский актёр

## XX век
1901 г. — в Университете появляется первый преподаватель истории Шотландии
1902 г. — построен Вокзал Эдинбург-Уэверли
1907 г. — началось строительство Эдинбургского колледжа искусств
1910 г. — первый электрический трамвай; у Банка Шотландии 169 отделений.
1911 г. — Имперский Дворцовый Театр, теперь Фестивальный театр, частично сгорел во время последнего выступления «Великого Лафайетта», немецкого иллюзиониста. Погибло 10 человек, включая самого Великого Лафайетта, а театр закрылся на ремонт до 1913 года.
1911 г. — открылся кинотеатр Палладиум
1912 г. — открылся кинотеатр Ла-Скала
1916 г. — первая женщина-сотрудник в Банке Шотландии
1920 г. — Лейт присоединяется к Эдинбургу
1921 г. — театр Гаррика сгорел
1925 г. — Национальная библиотека Шотландии образована из Адвокатской библиотеки
1932—1935 годы — в Эдинбурге располагается главный офис BBC Scotland
1936 г. — 17 % домов в Эдинбурге переполнены
1939 г. — У Банка Шотландии 266 отделений; Главный офис Сберегательного Банка Эдинбурга построен
1943 г. — создан Совет Северо-шотландского гидро-электричества, с центром в Эдинбурге
1946 г. — улучшение телефонии, теперь зона действия — весь город
1947 г. — первый Эдинбургский международный фестиваль
1959 г. — население Старого Города упало до 2000 чел.
1965 г. — Колледж Гериот-Уотт получает статус университета
1969 г. — Банк Шотландии поглощает Британский Льняной Банк
1970 г. — в Эдинбурге прошли Игры Британского Содружества наций
1971 г. — сэр Томас Фермер первый автосервис Kwik-Fit
1972 г. — молодёжное общежитие открыто на Эглингтон-кресент, отель Bell’s Mills уничтожен взрывом
1980 г. — Debenhams открывает свой первый магазин в Эдинбурге
1980-е — реставрация домов в Старом Городе способствует увлечению населения
1985 г. — население города 440 000 чел.; в Университете Эдинбурга открыта кафедра Парапсихологии
1986 г. — Эдинбург принимает 13-е игры Содружества наций
1989 г. — отремонтирована Национальная галерея Шотландии
1990 г. В рейтинге самых привлекательных для туристов мест Шотландии Замок Эдинбург занял первое место, а Холирудский дворец — восьмое
1998 г. — построен Национальный музей Шотландии
1999 г. — Шотландский парламент возобновил свою работу

## XXI век
2004 г. — начинает работу Здание шотландского парламента
2009 г. — проводится Homecoming Scotland 2009, серия мероприятий, направленных на привлечение людей шотландского происхождения к посещению Шотландии